# (11064) Dogen
(11064) Dogen (1991 WB) – planetoida z grupy pasa głównego asteroid okrążająca Słońce w ciągu 4,55 lat w średniej odległości 2,75 j.a. Odkryta 30 listopada 1991 roku.